# مارجا کوک
مارجا کوک (هلندی: Marja Kok؛ زادهٔ ۲۹ ژوئن ۱۹۴۴) هنرپیشه، کارگردان فیلم اهل هلند است.